# Luk Vanmaercke
Luk Vanmaercke (Oudenaarde, 1968) is een Belgisch redacteur, auteur en politicoloog. Van 2015 tot december 2022 was hij hoofdredacteur van Kerk & Leven.

## Levensloop
Vanmaercke doorliep zijn middelbaar onderwijs aan het Onze-Lieve-Vrouw-college te Oudenaarde. Vervolgens studeerde hij politieke wetenschappen aan de Katholieke Universiteit Leuven en internationale betrekkingen aan de Université catholique de Louvain (UCL). Sinds 1997 is hij vormselcatechist in de parochie Vlierbeek in Kessel-Lo.
Tussen 1992 en 2015 werkte hij voor de CVP en diens opvolger CD&V. Hij was er onder meer adviseur bij de studiedienst CEPESS (1992-1995), internationaal secretaris en adviseur buitenlands beleid en ontwikkelingssamenwerking (1995-1999) en woordvoerder (1999-2006) en (2008-2011). Nadien trad hij op als  communicatieadviseur van verscheidene kopstukken van de partij, zoals voorzitter Wouter Beke (2011-2014) en Europees Parlementslid en later Europees Commissaris Marianne Thyssen (2011-2015).
In mei 2015 werd hij aangesteld als hoofdredacteur van Kerk & Leven. Hij volgde in die hoedanigheid Bert Claerhout op.

## Privéleven
Luk Vanmaercke is gehuwd en vader van twee kinderen. Tussen 2006 en 2008 schreef hij als freelancer over wijn, onder meer voor Metro en De Tijd en organiseerde hij wijncursussen. Van 2010 tot 2018 was hij met Orizonte Europese wijnen in bijberoep actief als wijnhandelaar. 